# Sunjatsen
Sunjatsen (čínsky v českém přepisu Sun I-sien, pchin-jinem Sūn Yìxiān, znaky zjednodušené 孙逸仙, tradiční 孫逸仙; 12. listopadu 1866 Siang-šan – 12. března 1925 Peking) byl hlavou čínských revolučních demokratů a politický vůdce.
Je všeobecně považován za otce-zakladatele moderní Číny jako republiky, a to jak v kontinentální Číně (Čínská lidová republika), tak na Tchaj-wanu (Čínská republika). Dr. Sunjatsen hrál základní roli v procesu svržení císařské dynastie Čching, který začal v říjnu roku 1911. V letech 1912–1913 byl prvním prozatímním prezidentem Čínské republiky, v letech 1921–1925 řádným. Byl jedním ze zakladatelů a až do své smrti hlavním představitelem Kuomintangu (KMT) – Čínské národně-lidové strany. Zastával republikánské hodnoty a přikláněl se směrem k levici. Vyznával křesťanskou víru.

## Život
Narodil se v chudé rolnické rodině v provincii Kuang-tung na jihu Číny. Ve třinácti letech byl rodiči poslán na Havaj. Žil tam v Honolulu u svého staršího bratra, který na Havaj před časem emigroval. Chodil do americké školy a naučil se tak mj. perfektně anglicky, což později hodně využíval v roli státníka. Již v Honolulu ho hodně oslovilo křesťanství, což se ale příliš nelíbilo jeho bratrovi. Kvůli sporům s ním ani nedokončil svá středoškolská studia a vrátil se do rodného Kuang-tungu. Jeho křesťanské nadšení bylo tak prudké, že po návratu do vesnice agitoval proti starým náboženským zvykům, a dokonce poškodil jednoho z bůžků, za což byl z vesnice vykázán. Střední vzdělání se rozhodl dovršit v Hongkongu, kam ho lákala i možnost být v kontaktu s křesťany. Střední škola, na niž nastoupil, byla křesťanská a nakonec se nechal skutečně pokřtít a stal se členem americké kongregační církve.
Po dokončení střední školy se přihlásil na lékařskou školu v Kantonu, hlavním městě své rodné provincie, a posléze na lékařskou fakultu univerzity v Hongkongu. Absolvoval v roce 1892. Po absolvování vysoké školy pracoval nějaký čas jako lékař, ale začal se také věnovat politice. Hledal spojence pro své republikánské modernizační vize, ale moc neuspěl. Především ho zklamala chladná reakce Li Chung-čanga, známého reformátora. V roce 1894 tak Sunjatsen odešel do zahraničí. Nejprve znovu na Havaj, kde založil Společnost pro znovuoživení Číny. Po porážce Číny v čínsko-japonské válce roku 1895 se vrátil do Kantonu, neboť věřil, že přišla chvíle revoluce. Povstání se mu však vyvolat nepodařilo, a tak odešel znovu do exilu.
Začal cestovat po celém světě. Chtěl oslovovat Číňany v zahraničí a žádat je o podporu proticísařské opozice. Zajímavé podpory se mu dostalo od některých japonských politiků (např. Šigenobu Ókuma). V Číně se mu podařilo získat určité rebelské základny v jeho rodné provincii a v Hongkongu, určité nepokoje se těmto silám podařilo vyvolat roku 1900. V roce 1905 založil v Tokiu novou organizaci pod názvem Sjednocená liga a ve stejném roce shrnul své politické přesvědčení v knize Tři principy národa. Ony tři principy byly zároveň programem revoluce, již plánoval: nacionalismus, demokracie a socialismus. V případě nacionalismu šlo zejména o to, že čínskou zem nesmí dále spojovat osoba císaře, ale jednotné národní vědomí.
Po roce 1905 ho čínská centrální vláda začala vnímat jako reálnou hrozbu a vyvinula silný diplomatický tlak na ostatní země, aby přestaly jeho aktivity podporovat. V roce 1907 tomuto tlaku podlehlo i Japonsko a požádalo Sunjatsena, aby opustil jeho území. Usadil se ve Francouzské Indočíně, ale i odtud byl roku 1908 vykázán. Od té doby cestoval po Evropě a Spojených státech.
Revoluce roku 1911, tzv. Sinchajská revoluce, ho zastihla v USA a nijak ji neinicioval. Ke svému překvapení se o ní dočetl v novinách, když byl v Denveru. Rychle odcestoval do Šanghaje, kde byl revolucionáři zvolen prozatímním prezidentem, ačkoli císař dosud neabdikoval. Po regulérním vzniku republiky byl zvolen prezidentem znovu. V roce 1912 založil Národní stranu, tedy Kuomintang. Tato strana se však brzy dostala do sporu s příznivci Jüan Š´-kchaje. Mnozí její členové zahynuly při násilnostech a i sám Sunjatsen musel uprchnout. K exilu zvolil znovu Japonsko. Zde se krátce na to i oženil (podruhé a bez předchozího rozvodu), když si vzal vzdělanou mladou japonskou dívku. Její sestra si mimochodem vzala dalšího významného politika Kuomintangu, Čankajška.
V roce 1916 padl Jüan Š´-kchaj, když ztratil podporu i části svých bývalých přívrženců. Sunjatsen se vrátil do Číny, ale byl nadále v opozici vůči nové centrální vládě. Držel se v regionu Kuang-tung, kde mu místní vůdce slíbil i vojenskou podporu. Jenže mezi těmito dvěma muži brzy došlo ke konfliktu a Sunjatsen musel odejít do Šanghaje. V té době začal ztrácet též podporu Japonců a evropských zemí. Začal tedy vyjednávat o podpoře se Sověty. Dohodu se Sunjatsenem nakonec vyjednal sovětský diplomat Adolf Abramovič Joffe. Čínská komunistická strana se spojila s Kuomintangem, tři komunisté vstoupili do ústředního výboru strany a Sověti slíbili podpořit Kuomintang i vojensky. Právě tato peripetie je příčinou toho, proč je Sunjatsen uctíván jak na Tchaj-wanu, jako zakladatel republiky a Kuomintangu, tak v komunistické Číně, jako ten, kdo v závěru života "pochopil, kde je budoucnost".
Sovětských služeb však Sunjatsen již nestihl využít. Zemřel během své cesty do Pekingu, kde chtěl vyjednávat s některými severočínskými politiky. Příčinou smrti byla rakovina jater. Sunjatsenův nástupce v čele Kuomintangu Čankajšek nakonec dobyl moc v celé Číně. S komunisty se brzy dostal do sporů, které se však ještě dařilo zahlazovat. Definitivně se do sebe čínští komunisté a Kuomintang pustili v roce 1934.

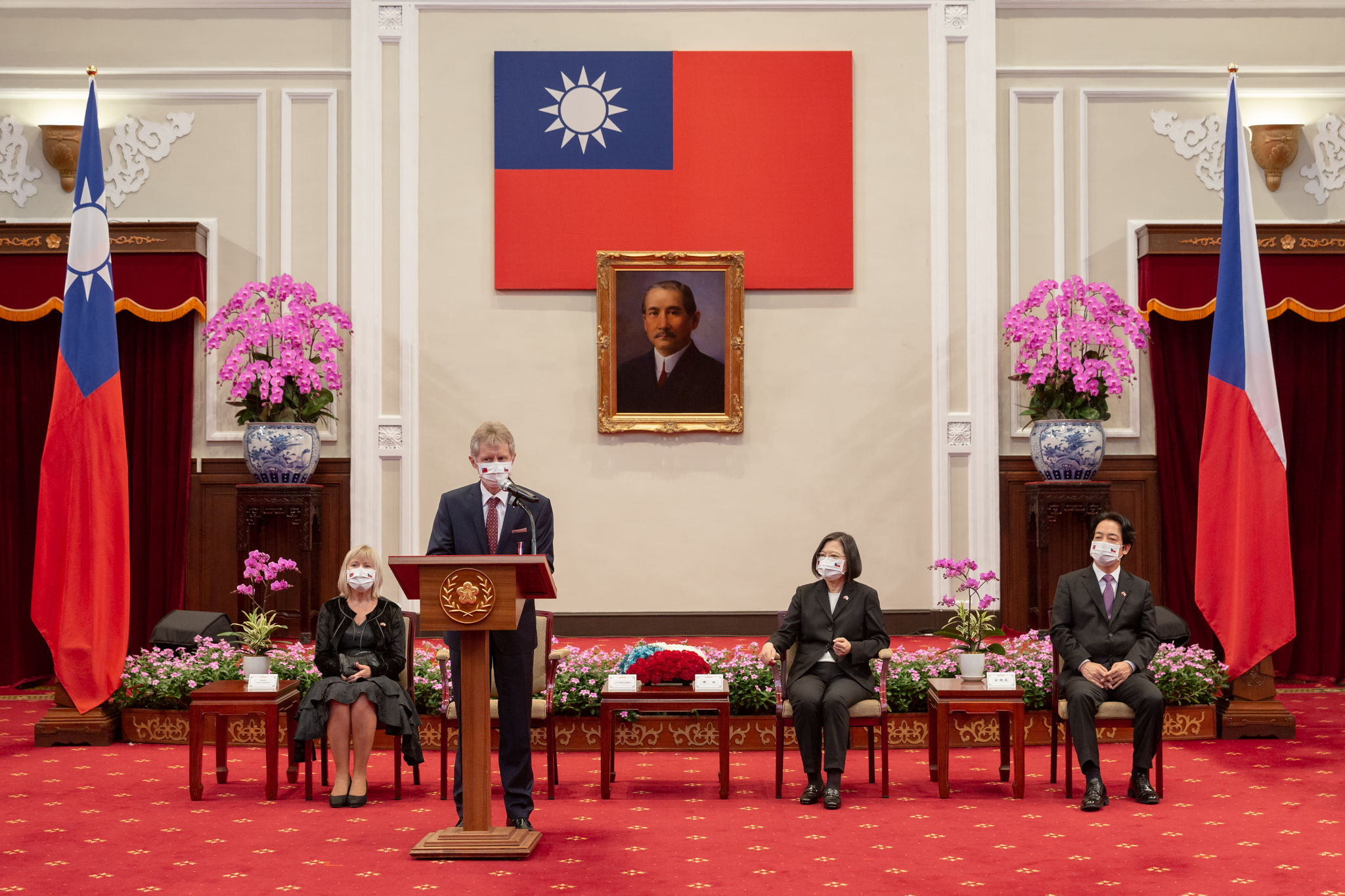
Předseda Senátu České republiky Miloš Vystrčil na Tchaj-wanu před obrazem Sunjatsena

## Politická doktrína
Svůj program zformuloval Sunjatsen do podoby systému známých tří lidových přincipů: „princip národu“, „princip lidové vlády“ a „princip lidového blahobytu“.

## Jméno
Evropský přepis jeho jména pochází z kantonštiny (Syun Yet–sin). Původně se jmenoval Sun Wen (孫文), používal ale také známější „nová jména“ Sun I-sien (Sunjatsen; 孫逸仙) a Sun Čung-šan (孫中山).